# Robert de Putot
Robert de Putot est le 13e abbé de Fécamp.

## Biographie
Originaire du diocèse de Bayeux, il est un proche parent de Guillaume de Putot († 1296), 11e abbé de Fécamp.
Il devient abbé de Fécamp en 1308, après la mort de Thomas de Saint-Benoît. Antoine Le Roux de Lincy restitue que « sa charité envers les pauvres l'engage à donner un revenu considérable à l'hôpital de Harfleur, aux conditions que cet hôpital reconnaîtrait pour ses fondateurs les abbés et religieux de Fécamp ». 
Robert de Putot assiste au synode de Rome en 1311, au concile de Pontoise tenu en 1317 par Bernard de Farges, archevêque de Rouen, afin d'informer des crimes des Templiers suivant les ordres du pape Clément V, au concile de Pont-Audemer en 1321.
Il meurt le 20 juin 1326. Il est inhumé entre les chapelles Saint-André et Saint-Jean-Baptiste. En pierre, du XIVe siècle, son gisant sous enfeu auquel il manque les mains, la crosse et les pieds, se trouve aujourd'hui dans la chapelle Saint-Joseph. Il est classé M.H. au titre immeuble en 1840.
Le successeur de Robert de Putot, Pierre Roger, deviendra le pape Clément VI.

## Héraldique
Robert de Putot portait : d'or à un croissant d'azur, vêtu de même.